# Омша
Омша (Чёрная) — река в России, протекает по Боровичскому району Новгородской области.
Длина реки составляет 8,3 км. Берёт начало из озера Ореховского на высоте 169 м над уровнем моря. Протекает по ненаселённой лесной болотистой местности. Впадает в озеро Омша, из которого вытекает Кадвиша. Высота озера Омша — 162,1 м над уровнем моря.

## Данные водного реестра
По данным государственного водного реестра России относится к Балтийскому бассейновому округу, водохозяйственный участок реки — Мста без р. Шлина от истока до Вышневолоцкого, речной подбассейн реки — Волхов. Относится к речному бассейну реки Нева (включая бассейны рек Онежского и Ладожского озера).
Код объекта в государственном водном реестре — 01040200212102000020506.